# Vörder See
Der Vörder See ist ein flacher See im Norden der Stadt Bremervörde im Landkreis Rotenburg (Wümme) in Niedersachsen.

## Lage und Größe
Der See befindet sich im Zentrum des Elbe-Weser-Dreiecks im Norden von Bremervörde im Landkreis Rotenburg (Wümme). Er liegt in den Geestniederungen von Stader und Zevener Geest auf einer Höhe von etwa drei Metern über Normalnull. Östlich des Sees verläuft die Oste.

## Geschichte
Früher befanden sich dort, wo jetzt die Seefläche liegt, saure Wiesen mit schlechter Bodenqualität – zurückzuführen auf den einstigen Verlauf der Oste ebenda – und sandigem Untergrund. Als nach und nach die Bauern die schwierige Bewirtschaftung der Wiesen aufgaben, entstand im Bremervörder Stadtrat im Jahr 1968 die Idee, den Wiesenbereich auszuspülen und eine Wassersportfläche daraus zu machen. Die ursprüngliche Idee des Sees stammte vom ehemaligen Bauamtsleiter der Stadt Bremervörde, Hans-Dieter Dücker.
Nach ersten Planungen im Jahr 1968 wurde das Gebiet des heutigen Sees von 1972 bis 1982 ausgebaggert und im selben Jahr als Mittelpunkt des Natur- und Erlebnisparks Bremervörde freigegeben. Zu dieser Zeit entstand ebenfalls der aus 1,25 Millionen m³ Spülsand des ausgebaggerten Sees bestehende Ostedeich, mit dem der See über ein Siel mit Stauwehr mit der Oste verbunden ist, um ihn auf konstanter Höhe zu halten. Bis zur Fertigstellung des buchtenreichen Sees im Jahr 1978 kostete das Vorhaben rund 3 Millionen Deutsche Mark.
Im Jahr 1991 wurde das Areal um den See schließlich für die Niedersächsische Landesausstellung Natur im Städtebau mit neuen Ufer- und Grünbereichen ausgestattet.

## Bedeutung
Der See bietet hervorragende Möglichkeiten zum Segeln, Rudern, Surfen und Angeln. Am Südlichen Ufer befindet sich ein weitläufiger Spielplatz mit Sitzgelegenheiten, einer Minigolfanlage und einem Kiosk mit Tretbootverleih. Nahe am Haus am See ist ein Discgolf-Parcours. Des Weiteren gibt es einen Rosengarten, einen Bewegungsparcours, eine Wassertretanlage nach Kneipp, benannt nach Sebastian Kneipp, eine Baumelbank, öffentliche Toiletten, eine Seebühne und einen Grillplatz. Der See bietet dank seinem flachen Wasser ideale Bedingungen zum Schwimmen. Neben dem Anlegesteg am Südostufer befindet sich ein Beobachtungsturm der DLRG. Eine dauerhafte Überwachung erfolgt nicht. Die Wasserqualität wird nicht untersucht.

## Bildergalerie

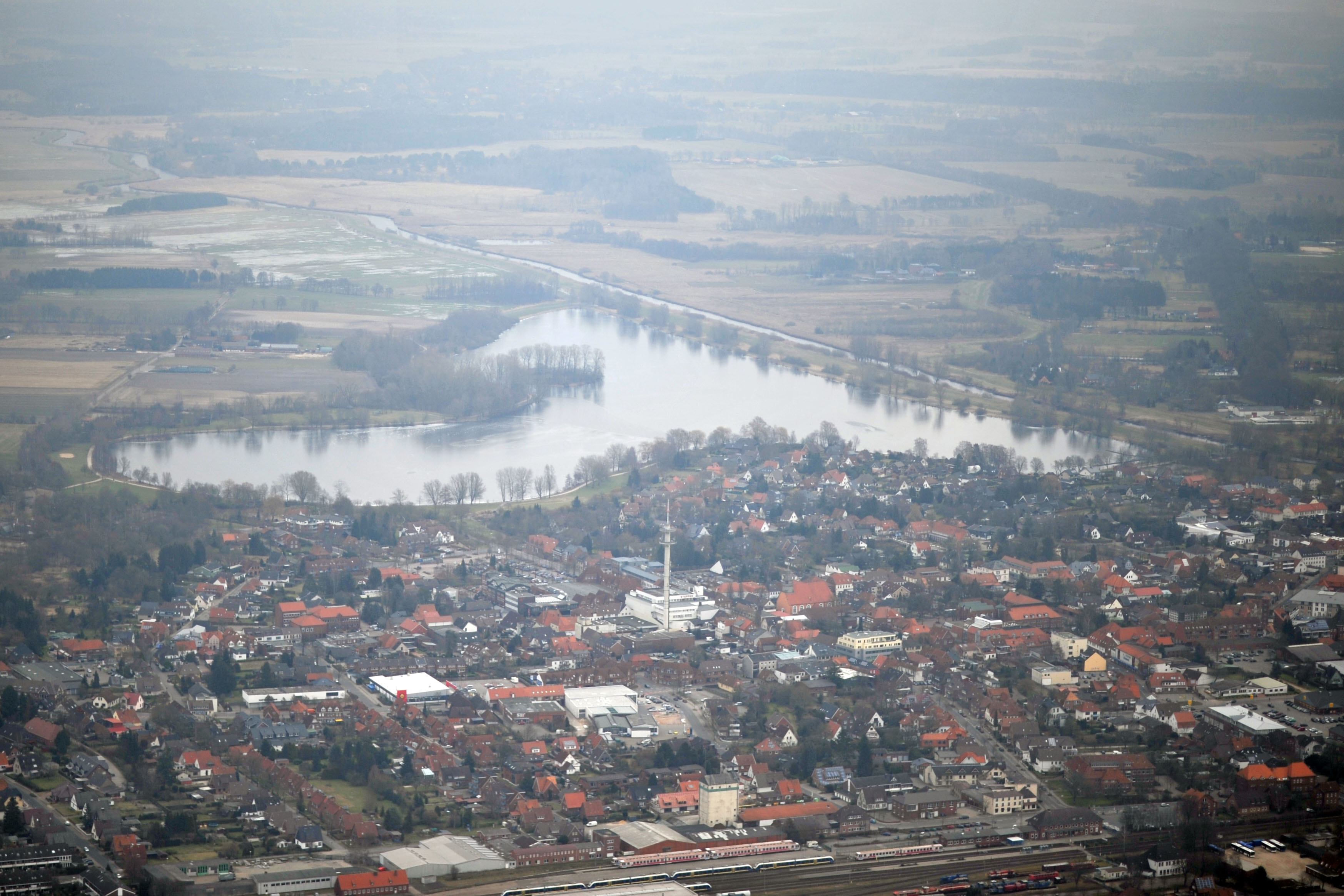
Luftaufnahme des Vörder Sees von Südwesten aus gesehen, 2013
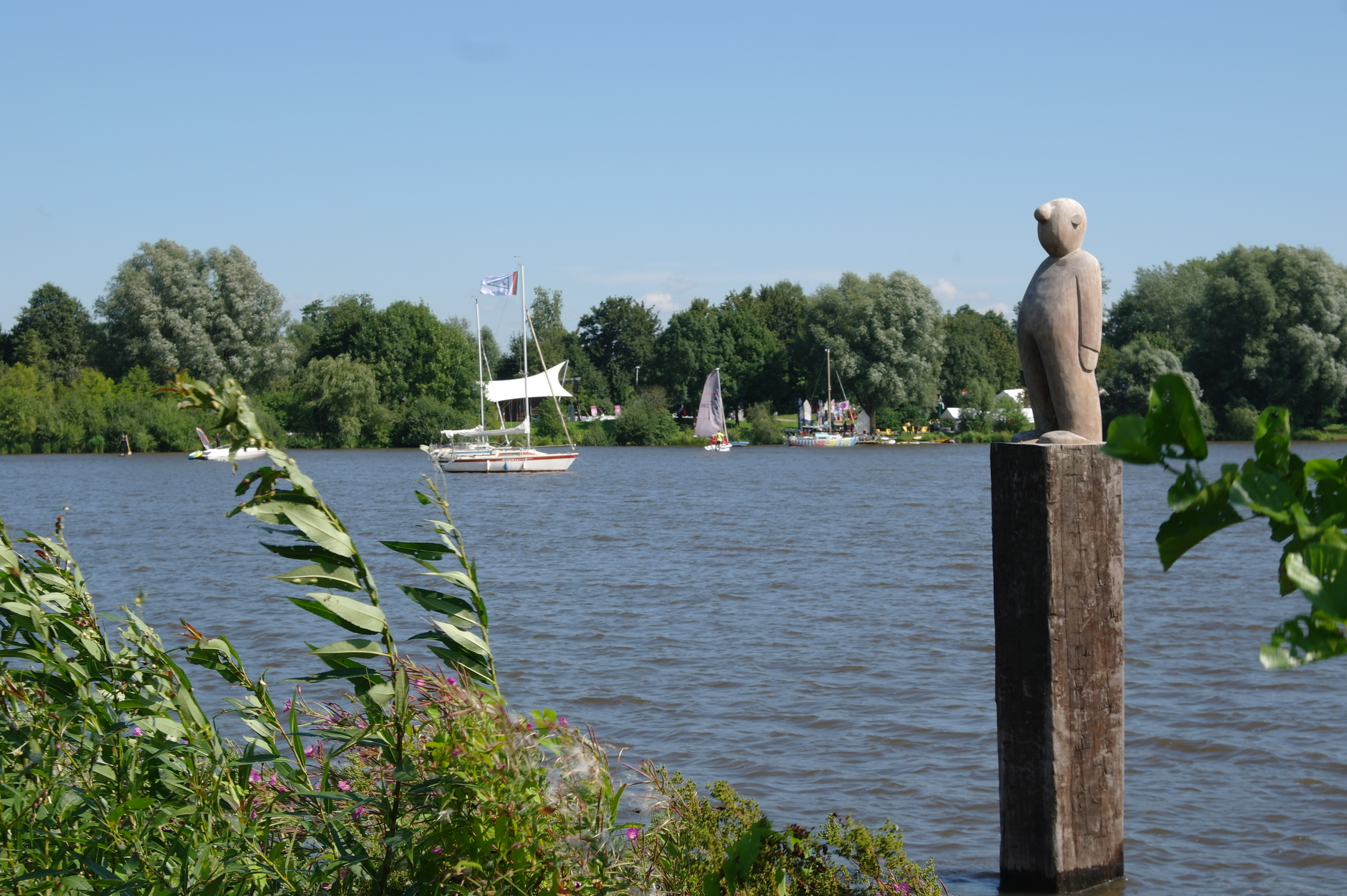
Kunstobjekt „Seemann“ von Jonas Kötz am Vörder See
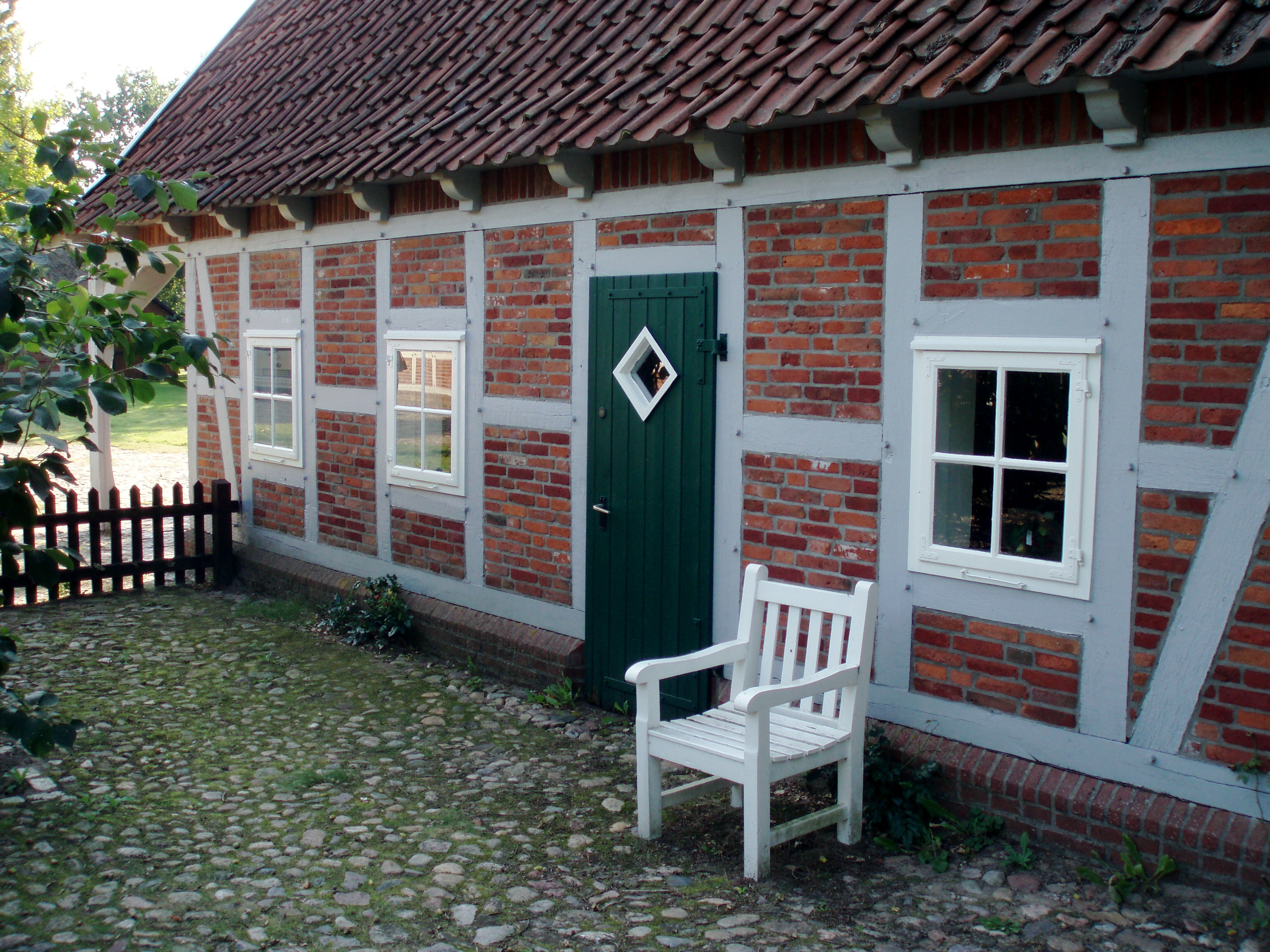
Historisches „Haus am See“, 2006
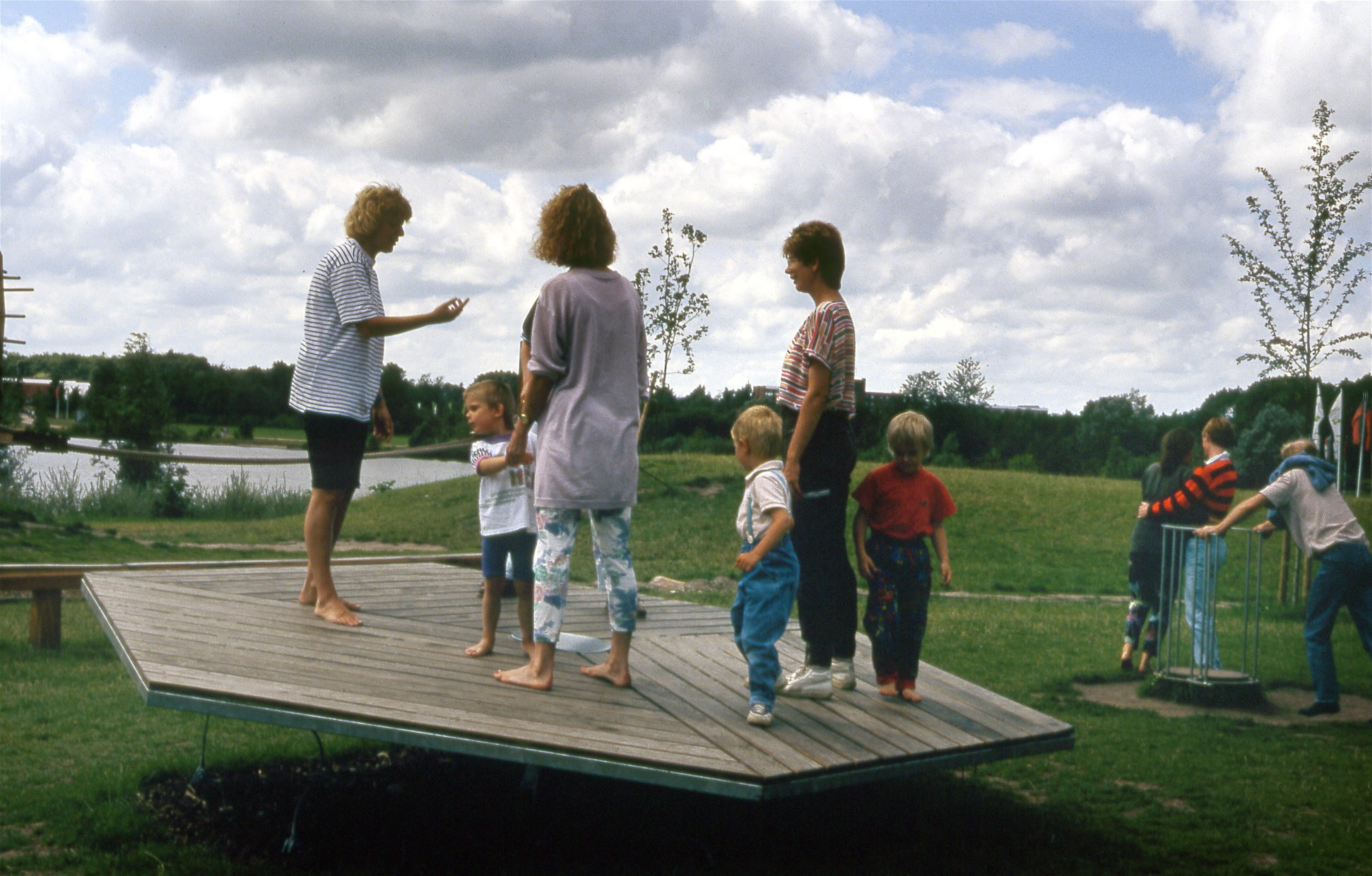
Spielplatz am See, mit Balancierscheibe, 2007